# Kaple Panny Marie (Tunkov)
Kaple Panny Marie stávala na návsi v Tunkově ve Vojenském újezdu Hradiště.

## Historie
Kdy přesně byla kaple vystavěna, není známo. Muselo k tomu dojít až po roce 1846, protože v té době ji Johann Gottfried Sommer ve svém topografickém díle ještě neuvádí. Za první světové války byl její zvon použit na válečné účely, v roce 1919 se dočkala nového zvonu, který vyrobila firma Herold z Chomutova. V roce 1953 došlo k začlenění Tunkova do vojenského újezdu a někdy v této době byla kaple spolu s obcí zbořena.

## Popis
Jednalo se o nevelkou dřevěnou kapli na půdorysu čtverce, se stanovou střechou a sloupkovitou zvonicí na vrcholu. Tu zakončovala jehlancová střecha. Ve vstupním průčelí bez štítu se nacházel obdélný vchod a před ním rostla dvojice jasanů.